# David Ruelle
David Ruelle, belgijsko-francoski fizik, * 20. avgust 1935, Gent, Belgija.

## Življenje in delo
Ruelle je leta 1955 diplomiral na Tehniški fakulteti v Monsu, leta 1957 pa je končal študij fizike na Svobodni univerzi v Bruslju, kjer je tudi doktoriral leta 1959. Dve leti do 1962 je bil najprej kot raziskovalni asistent na Švicarski državni tehniški visoki šoli (ETH) v Zürichu, kasneje kot privatni docent. Naslednji dve leti do 1964 je bil v ZDA na Inštitutu za višji študij v Princetonu, kamor se je leta 1970 za eno leto vrnil. Leta 1984 je postal francoski državljan.
Ruelle je bil od leta 1964 profesor na Inštitutu za višje znanstvene študije (Institut des Hautes Etudes Scientifiques) (IHES) v Bures-sur-Yvette. Od leta 2000 je profesor emeritus na IHES in zaslužni gostujoči profesor na Rutgersovi univerzi.
Leta 1971 je v članku O naravi turbulence skupaj s Takensom poimenoval čudne atraktorje.